# Ordem do Mérito Civil

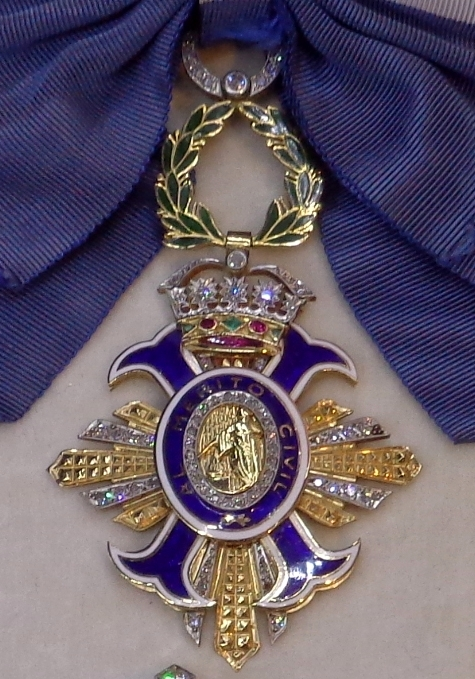
Ordem do Mérito Civil

A Ordem do Mérito Civil é, juntamente com a Real Ordem de Isabel a Católica, uma das ordens dependentes do Ministério dos Assuntos Exteriores de Espanha.
Esta ordem foi instituída pelo rei D. Afonso XIII de Espanha, por decreto-real de 25 de Junho de 1926, para premiar as virtudes cívicas dos funcionários ao serviço do Estado, assim como os serviços extraordinários dos cidadãos espanhóis e estrangeiros a bem da nação.
Graus: 
- Colar; leva anexo o tratamento de Excelentíssimo Senhor ou Excelentíssima Senhora
- Grã-Cruz; leva anexo o tratamento de Excelentíssimo Senhor ou Excelentíssima Senhora
- Comendador de Número; leva anexo o tratamento de Ilustríssimo Senhor ou Ilustríssima Senhora
- Comendador; leva anexo o tratamento de Senhoria ou Senhor ou Senhora
- Cruz de Oficial
- Cruz
- Cruz de Prata